# Un coup de tonnerre (film)
Pour les articles homonymes, voir Un coup de tonnerre (nouvelle) et A Sound of Thunder.
Pour plus de détails, voir Fiche technique et Distribution.
Un coup de tonnerre (A Sound of Thunder) est un film de science-fiction multinational réalisé par Peter Hyams et sorti en 2005. Il est assez librement adapté de la nouvelle du même nom de Ray Bradbury, publiée en 1952 dans le magazine Collier's.

## Synopsis
En 2055, la société Time Safari, basée à Chicago, offre aux gens fortunés la possibilité de chasser les dinosaures dans le passé grâce à la technologie du voyage dans le temps. Par mesure de précaution contre un modification du passé, la société "chasse" uniquement les dinosaures qui devaient mourir sous peu de causes naturelles ou accidentelles et oblige les clients à rester sur un itinéraire matérialisé.
En raison des risques d'interférence avec les conditions d’évolution de la Terre, les activités de la société sont vivement critiquées par Sonia Rand, la créatrice du logiciel de machine à voyager dans le temps "TAMI", qui se sent déçue de ne pas avoir été crédité pour son travail et s'inquiète que certains clients puissent modifier le passé à travers ces chasses.
Un voyage avec deux clients, Eckels et Middleton, tourne mal lorsque l'arme du chef d'équipe Travis Ryer ne fonctionne pas. Le dinosaure, un Allosaurus, se précipite sur le groupe, faisant fuir les deux clients. Ryer parvient à tuer le dinosaure, puis récupère Eckels et Middleton et tous retournent en 2055 sans autre dommage. Le lendemain, cependant, les membres de Time Safari, dont le PDG Charles Hatton, entendent parler d'augmentation mondiale de la température et de l'humidité, et Ryer observe une augmentation soudaine de la vie végétale.
Lors d’un voyage suivant, Ryer et un nouveau groupe de clients découvrent que l'Allosaurus qui doit être chassé est déjà mort et qu’un volcan entre en éruption beaucoup plus tôt que les autres fois. L'équipe revient rapidement en 2055 et signale les changements, obligeant le gouvernement à fermer Time Safari pour enquête. Ryer apprend par Sonia Rand que Chicago est frappée par des "vagues temporelles" qui provoquent des modifications drastiques de la ville. Ces vagues seraient la conséquence de quelque chose qui s'est produit lors d'une expédition précédente. Ryer et Rand s'échappent de peu d'un bâtiment après qu'une vague temporelle ait provoqué l'apparition de milliers de coléoptères et qu’un arbre apparaît dans l’immeuble. Rand prévient que d'autres vagues temporelles doivent être attendues et que chacune affectera des formes de vie de plus en plus avancées, jusqu’aux humains.
Ryer et Rand retournent à Time Safari pour tenter de trouver un accord avec le gouvernement. Malheureusement, une autre vague temporelle frappe la ville coupant l’électricité et la recouvrant d'une végétation dense. En parcourant les journaux de bord de la machine, ils découvrent que l'expédition Eckels/Middleton est revenue avec quelques grammes de plus et que le bio-filtre a été désactivé. Ils réalisent qu'ils doivent utiliser la machine à voyager dans le temps pour revenir un peu plus en arrière afin de modifier "ce" passé et d'empêcher qu’il arrive quelque chose, tout en sachant qu’ils n'auront que quelques secondes pour agir et devront donc s'efforcer de déterminer qui ils doivent arrêter.
L’équipe Time Safari retrouve son équipement puis Ryer et Rand dirigent un groupe à travers la ville, maintenant rempli d'hybrides évolués et mortels parmi d'autres nouveaux dangers qui tuent certains membres de leur groupe, afin de trouver Eckels et Middleton. Eckels est sain et sauf, affirmant qu'il est resté sur le chemin prévu, tandis que Middleton, empoisonné par la nouvelle faune, se suicide avant de pouvoir être arrêté. Ils parviennent à trouver un papillon mort sous la semelle d’une des chaussures qu'il utilisait pour le safari. Le groupe revient à Time Safari après que d'autres vagues temporelles aient frappé, où ils trouvent la machine à voyager dans le temps sous l'eau et inutilisable. Rand récupère le disque dur contenant le logiciel TAMI et envisage de l'utiliser avec l'accélérateur de particules de l'université voisine comme nouvelle machine à voyager dans le temps.
Ryer et Rand étant les deux seuls survivants, ils parviennent enfin à l'université. Rand a noté l'apparition d’une sorte de babouins-lézards dans la dernière vague temporelle, qui lui laisse penser que la prochaine vague anéantira l'humanité. Rand prépare l'accélérateur et reste derrière pendant que Ryer traverse le portail temporel, juste au moment où la dernière vague temporelle frappe, transformant Rand en une créature humanoïde ressemblant à un poisson-chat. Ryer rattrape l'expédition précédente, attrape Middleton pour l'empêcher de marcher sur le papillon, dit à Jenny, (une membre de l'équipe) que le bio-filtre est désactivé, et en même temps lui demande de lui donner un enregistrement des événements avant de disparaître.
L'expédition revient sans incident dans le futur (normal) qu'ils avaient quitté. Ryer visionne les images avec Rand, probablement pour les utiliser pour faire tomber Time Safari et s'assurer que rien de tel ne puisse se reproduire.

## Fiche technique
- Titre francophone : Un coup de tonnerre
- Titre original : A Sound of Thunder
- Réalisation : Peter Hyams
- Scénario : Thomas Dean Donnelly, Joshua Oppenheimer et Gregory Poirier, d'après la nouvelle Un coup de tonnerre de Ray Bradbury
- Musique : Nick Glennie-Smith
- Photographie : Peter Hyams
- Montage : Sylvie Landra
- Décors : Richard Holland (en)
- Costumes : Sakina Msa et Esther Walz
- Production : Howard Baldwin (en), Karen Elise Baldwin, Moshe Diamant (en), Andrew Stevens, Jan Fantl (en), Frank Hübner, Romana Cisarova, Breck Eisner, John Hardy, William J. Immerman, Rick Nathanson, Elie Samaha et Jörg Westerkamp
- Sociétés de production : Franchise Pictures, Bristol Bay Productions, Baldwin Entertainment Group, Etic Films, Forge, Crusader Entertainment, ApolloMedia, QI Quality International, Coco, Dante Entertainment, Epsilon Motion Pictures, Film 111, Jericho Productions Ltd., MFF, Matrix Film Finance, Networxx - Film Management, Scenario Lane Productions, Signature Pictures
- Distribution : Warner Bros. (États-Unis, Canada)
- Budget : 52 millions de dollars
- Pays de production :  Royaume-Uni,  États-Unis,  Allemagne,  République tchèque
- Format : couleurs - 2,35:1 - Dolby Digital - 35 mm
- Genre : science-fiction, action, aventure, horreur et thriller
- Durée : 110 minutes
- Dates de sortie :
  - France : 15 mai 2005 (marché du film de Cannes)
  - États-Unis : 2 septembre 2005
  - Belgique : 12 octobre 2005
  - France : 8 décembre 2006 (TV)
  - France : 18 avril 2007 (DVD[1])
- Classification[2] :
  - États-Unis : PG-13

## Distribution
- Edward Burns (VF : Patrick Mancini[3]) : Travis Ryer
- Jemima Rooper (VF : Ariane Aggiage[4]) : Jenny Krase
- David Oyelowo (VF : Xavier Béja[5]) : Payne
- Wilfried Hochholdinger : Dr Lucas
- Ben Kingsley (VF : Jean-Luc Kayser) : Charles Hatton
- Catherine McCormack (VF : Emmanuelle Bondeville) : Sonia Rand
- August Zirner (en) : Clay Derris
- Armin Rohde : John Wallenbeck
- Heike Makatsch : Alicia Wallenbeck
- William Armstrong : Ted Eckles

## Production
Il était prévu que le film soit réalisé par Renny Harlin, mais ce dernier quitte le projet pour réaliser Profession profiler (2004). Pierce Brosnan était un temps évoqué pour le rôle principal.
Le tournage débute le 15 juillet 2002 et se déroule à Prague, en République tchèque, notamment dans les studios Barrandov, ainsi qu'à Almería en Espagne.

## Autour du film
- Initialement prévu pour sortir durant l'été 2003, la production a subi des pluies torrentielles en plein été qui endommagèrent les décors, ainsi que la faillite de la société productrice durant la phase de postproduction, ce qui explique la sortie tardive en 2005.
- Le film met en scène un Allosaure il y a 65 millions d'années (ce qui correspond à la période du Crétacé supérieur). Cependant, c'est impossible car ce dinosaure a vécu entre 155 à 150 millions d’années (au Jurassique supérieur). Cette erreur n'est pas présente dans la nouvelle originale, où il s'agit d'un Tyrannosaure (qui a bien vécu au Crétacé supérieur).
- Durant une scène, on peut apercevoir un supermarché Spota dont le nom est un clin d'œil au nom de famille de la femme de Peter Hyams.
- Quand Hatton reçoit les clients après leur safari, il aime à les comparer avec de grands explorateurs tels Christophe Colomb apercevant l'Amérique, Neil Armstrong marchant sur la Lune et "Brubaker" atterrissant sur Mars. Brubaker était le nom du commandant de l'expédition vers Mars dans Capricorn One, film écrit et réalisé par Peter Hyams en 1978.
- La musique classique qu'on entend durant les réceptions au retour des voyageurs est le 4e Concerto Brandebourgeois de Jean-Sébastien Bach